# Aerogami
Aerogami é um ramo do origami que trata dos modelos aerodinâmicos. Distingue-se do avião de papel em que apenas inclui modelos criados através da dobragem do papel. É de salientar que os aviões de papel são apenas parte do aerogami, já que os modelos de aerogami podem ser também flutuadores, por exemplo, já que também estes exibem propriedades aerodinâmicas interessantes. Um lema típico do aerogami: "Dobrar e voar",ou para ser mais exato um "origami voador".